# Hypodematiaceae
Hypodematiaceae é uma família de pteridófitos da ordem Polypodiales.  Na classificação do Pteridophyte Phylogeny Group de 2016 (PPG I), a família é colocada na subordem Polypodiineae. Alternativamente, pode ser tratada como a subfamília Hypodematioideae de uma família Polypodiaceae sensu lato, muito amplamente definida. A família consiste em dois, ou em algumas versões, três, pequenos géneros.

## Taxonomia
A família Hypodematiaceae foi criada por Ren-Chang Ching em 1975, mas não foi posteriormente aceite por muitos autores. Não foi aceite na classificação de Smith et al, publicada em 2006, sendo nela os géneros Hypodematium, Leucostegia e Didymochlaena  provisoriamente atribuídos a Dryopteridaceae, com os autores a expressarem dúvidas sobre se realmente pertenciam a essa categoria. Em dois estudos de filogenia molecular publicados em 2007, o clado, que foi provisoriamente designado por eupolipódios I, foi resolvido como uma tritomia consistindo de Didymochlaena, Hypodematiaceae sensu stricto, e o resto dos membros do clado eupolipódios I.

### Filogenia
O seguinte cladograma para a subordem Polypodiineae (eupolipódios I), baseado no cladograma de consenso na classificação do Pteridophyte Phylogeny Group de 2016 (PPG I), mostra uma provável relação filogenética entre Hypodematiaceae e as outras famílias do clado. Essa relação será a seguinte:
|  | Nephrolepidaceae |
|  |                  |
|  | Lomariopsidaceae |
|  |                  |

|  | Oleandraceae                                                   |
|  |                                                                |
|  | \| \| Davalliaceae \| \| \| \| \| \| Polypodiaceae \| \| \| \| |
|  |                                                                |
|  | Davalliaceae                                                   |
|  |                                                                |
|  | Polypodiaceae                                                  |
|  |                                                                |

|  | Davalliaceae  |
|  |               |
|  | Polypodiaceae |
|  |               |

|  | Oleandraceae                                                   |
|  |                                                                |
|  | \| \| Davalliaceae \| \| \| \| \| \| Polypodiaceae \| \| \| \| |
|  |                                                                |
|  | Davalliaceae                                                   |
|  |                                                                |
|  | Polypodiaceae                                                  |
|  |                                                                |

|  | Davalliaceae  |
|  |               |
|  | Polypodiaceae |
|  |               |

|  | Nephrolepidaceae |
|  |                  |
|  | Lomariopsidaceae |
|  |                  |

|  | Oleandraceae                                                   |
|  |                                                                |
|  | \| \| Davalliaceae \| \| \| \| \| \| Polypodiaceae \| \| \| \| |
|  |                                                                |
|  | Davalliaceae                                                   |
|  |                                                                |
|  | Polypodiaceae                                                  |
|  |                                                                |

|  | Davalliaceae  |
|  |               |
|  | Polypodiaceae |
|  |               |

|  | Oleandraceae                                                   |
|  |                                                                |
|  | \| \| Davalliaceae \| \| \| \| \| \| Polypodiaceae \| \| \| \| |
|  |                                                                |
|  | Davalliaceae                                                   |
|  |                                                                |
|  | Polypodiaceae                                                  |
|  |                                                                |

|  | Davalliaceae  |
|  |               |
|  | Polypodiaceae |
|  |               |

|  | Nephrolepidaceae |
|  |                  |
|  | Lomariopsidaceae |
|  |                  |

|  | Oleandraceae                                                   |
|  |                                                                |
|  | \| \| Davalliaceae \| \| \| \| \| \| Polypodiaceae \| \| \| \| |
|  |                                                                |
|  | Davalliaceae                                                   |
|  |                                                                |
|  | Polypodiaceae                                                  |
|  |                                                                |

|  | Davalliaceae  |
|  |               |
|  | Polypodiaceae |
|  |               |

|  | Oleandraceae                                                   |
|  |                                                                |
|  | \| \| Davalliaceae \| \| \| \| \| \| Polypodiaceae \| \| \| \| |
|  |                                                                |
|  | Davalliaceae                                                   |
|  |                                                                |
|  | Polypodiaceae                                                  |
|  |                                                                |

|  | Davalliaceae  |
|  |               |
|  | Polypodiaceae |
|  |               |

|  | Nephrolepidaceae |
|  |                  |
|  | Lomariopsidaceae |
|  |                  |

|  | Oleandraceae                                                   |
|  |                                                                |
|  | \| \| Davalliaceae \| \| \| \| \| \| Polypodiaceae \| \| \| \| |
|  |                                                                |
|  | Davalliaceae                                                   |
|  |                                                                |
|  | Polypodiaceae                                                  |
|  |                                                                |

|  | Davalliaceae  |
|  |               |
|  | Polypodiaceae |
|  |               |

|  | Oleandraceae                                                   |
|  |                                                                |
|  | \| \| Davalliaceae \| \| \| \| \| \| Polypodiaceae \| \| \| \| |
|  |                                                                |
|  | Davalliaceae                                                   |
|  |                                                                |
|  | Polypodiaceae                                                  |
|  |                                                                |

|  | Davalliaceae  |
|  |               |
|  | Polypodiaceae |
|  |               |

|  | Nephrolepidaceae |
|  |                  |
|  | Lomariopsidaceae |
|  |                  |

|  | Oleandraceae                                                   |
|  |                                                                |
|  | \| \| Davalliaceae \| \| \| \| \| \| Polypodiaceae \| \| \| \| |
|  |                                                                |
|  | Davalliaceae                                                   |
|  |                                                                |
|  | Polypodiaceae                                                  |
|  |                                                                |

|  | Davalliaceae  |
|  |               |
|  | Polypodiaceae |
|  |               |

|  | Oleandraceae                                                   |
|  |                                                                |
|  | \| \| Davalliaceae \| \| \| \| \| \| Polypodiaceae \| \| \| \| |
|  |                                                                |
|  | Davalliaceae                                                   |
|  |                                                                |
|  | Polypodiaceae                                                  |
|  |                                                                |

|  | Davalliaceae  |
|  |               |
|  | Polypodiaceae |
|  |               |

|  | Nephrolepidaceae |
|  |                  |
|  | Lomariopsidaceae |
|  |                  |

|  | Oleandraceae                                                   |
|  |                                                                |
|  | \| \| Davalliaceae \| \| \| \| \| \| Polypodiaceae \| \| \| \| |
|  |                                                                |
|  | Davalliaceae                                                   |
|  |                                                                |
|  | Polypodiaceae                                                  |
|  |                                                                |

|  | Davalliaceae  |
|  |               |
|  | Polypodiaceae |
|  |               |

|  | Oleandraceae                                                   |
|  |                                                                |
|  | \| \| Davalliaceae \| \| \| \| \| \| Polypodiaceae \| \| \| \| |
|  |                                                                |
|  | Davalliaceae                                                   |
|  |                                                                |
|  | Polypodiaceae                                                  |
|  |                                                                |

|  | Davalliaceae  |
|  |               |
|  | Polypodiaceae |
|  |               |

|  | Nephrolepidaceae |
|  |                  |
|  | Lomariopsidaceae |
|  |                  |

|  | Oleandraceae                                                   |
|  |                                                                |
|  | \| \| Davalliaceae \| \| \| \| \| \| Polypodiaceae \| \| \| \| |
|  |                                                                |
|  | Davalliaceae                                                   |
|  |                                                                |
|  | Polypodiaceae                                                  |
|  |                                                                |

|  | Davalliaceae  |
|  |               |
|  | Polypodiaceae |
|  |               |

|  | Oleandraceae                                                   |
|  |                                                                |
|  | \| \| Davalliaceae \| \| \| \| \| \| Polypodiaceae \| \| \| \| |
|  |                                                                |
|  | Davalliaceae                                                   |
|  |                                                                |
|  | Polypodiaceae                                                  |
|  |                                                                |

|  | Davalliaceae  |
|  |               |
|  | Polypodiaceae |
|  |               |

|  | Nephrolepidaceae |
|  |                  |
|  | Lomariopsidaceae |
|  |                  |

|  | Oleandraceae                                                   |
|  |                                                                |
|  | \| \| Davalliaceae \| \| \| \| \| \| Polypodiaceae \| \| \| \| |
|  |                                                                |
|  | Davalliaceae                                                   |
|  |                                                                |
|  | Polypodiaceae                                                  |
|  |                                                                |

|  | Davalliaceae  |
|  |               |
|  | Polypodiaceae |
|  |               |

|  | Oleandraceae                                                   |
|  |                                                                |
|  | \| \| Davalliaceae \| \| \| \| \| \| Polypodiaceae \| \| \| \| |
|  |                                                                |
|  | Davalliaceae                                                   |
|  |                                                                |
|  | Polypodiaceae                                                  |
|  |                                                                |

|  | Davalliaceae  |
|  |               |
|  | Polypodiaceae |
|  |               |

|  | Nephrolepidaceae |
|  |                  |
|  | Lomariopsidaceae |
|  |                  |

|  | Oleandraceae                                                   |
|  |                                                                |
|  | \| \| Davalliaceae \| \| \| \| \| \| Polypodiaceae \| \| \| \| |
|  |                                                                |
|  | Davalliaceae                                                   |
|  |                                                                |
|  | Polypodiaceae                                                  |
|  |                                                                |

|  | Davalliaceae  |
|  |               |
|  | Polypodiaceae |
|  |               |

|  | Oleandraceae                                                   |
|  |                                                                |
|  | \| \| Davalliaceae \| \| \| \| \| \| Polypodiaceae \| \| \| \| |
|  |                                                                |
|  | Davalliaceae                                                   |
|  |                                                                |
|  | Polypodiaceae                                                  |
|  |                                                                |

|  | Davalliaceae  |
|  |               |
|  | Polypodiaceae |
|  |               |

|  | Nephrolepidaceae |
|  |                  |
|  | Lomariopsidaceae |
|  |                  |

|  | Oleandraceae                                                   |
|  |                                                                |
|  | \| \| Davalliaceae \| \| \| \| \| \| Polypodiaceae \| \| \| \| |
|  |                                                                |
|  | Davalliaceae                                                   |
|  |                                                                |
|  | Polypodiaceae                                                  |
|  |                                                                |

|  | Davalliaceae  |
|  |               |
|  | Polypodiaceae |
|  |               |

|  | Oleandraceae                                                   |
|  |                                                                |
|  | \| \| Davalliaceae \| \| \| \| \| \| Polypodiaceae \| \| \| \| |
|  |                                                                |
|  | Davalliaceae                                                   |
|  |                                                                |
|  | Polypodiaceae                                                  |
|  |                                                                |

|  | Davalliaceae  |
|  |               |
|  | Polypodiaceae |
|  |               |

|  | Nephrolepidaceae |
|  |                  |
|  | Lomariopsidaceae |
|  |                  |

|  | Oleandraceae                                                   |
|  |                                                                |
|  | \| \| Davalliaceae \| \| \| \| \| \| Polypodiaceae \| \| \| \| |
|  |                                                                |
|  | Davalliaceae                                                   |
|  |                                                                |
|  | Polypodiaceae                                                  |
|  |                                                                |

|  | Davalliaceae  |
|  |               |
|  | Polypodiaceae |
|  |               |

|  | Oleandraceae                                                   |
|  |                                                                |
|  | \| \| Davalliaceae \| \| \| \| \| \| Polypodiaceae \| \| \| \| |
|  |                                                                |
|  | Davalliaceae                                                   |
|  |                                                                |
|  | Polypodiaceae                                                  |
|  |                                                                |

|  | Davalliaceae  |
|  |               |
|  | Polypodiaceae |
|  |               |

|  | Nephrolepidaceae |
|  |                  |
|  | Lomariopsidaceae |
|  |                  |

|  | Oleandraceae                                                   |
|  |                                                                |
|  | \| \| Davalliaceae \| \| \| \| \| \| Polypodiaceae \| \| \| \| |
|  |                                                                |
|  | Davalliaceae                                                   |
|  |                                                                |
|  | Polypodiaceae                                                  |
|  |                                                                |

|  | Davalliaceae  |
|  |               |
|  | Polypodiaceae |
|  |               |

|  | Oleandraceae                                                   |
|  |                                                                |
|  | \| \| Davalliaceae \| \| \| \| \| \| Polypodiaceae \| \| \| \| |
|  |                                                                |
|  | Davalliaceae                                                   |
|  |                                                                |
|  | Polypodiaceae                                                  |
|  |                                                                |

|  | Davalliaceae  |
|  |               |
|  | Polypodiaceae |
|  |               |

|  | Nephrolepidaceae |
|  |                  |
|  | Lomariopsidaceae |
|  |                  |

|  | Oleandraceae                                                   |
|  |                                                                |
|  | \| \| Davalliaceae \| \| \| \| \| \| Polypodiaceae \| \| \| \| |
|  |                                                                |
|  | Davalliaceae                                                   |
|  |                                                                |
|  | Polypodiaceae                                                  |
|  |                                                                |

|  | Davalliaceae  |
|  |               |
|  | Polypodiaceae |
|  |               |

|  | Oleandraceae                                                   |
|  |                                                                |
|  | \| \| Davalliaceae \| \| \| \| \| \| Polypodiaceae \| \| \| \| |
|  |                                                                |
|  | Davalliaceae                                                   |
|  |                                                                |
|  | Polypodiaceae                                                  |
|  |                                                                |

|  | Davalliaceae  |
|  |               |
|  | Polypodiaceae |
|  |               |

|  | Nephrolepidaceae |
|  |                  |
|  | Lomariopsidaceae |
|  |                  |

|  | Oleandraceae                                                   |
|  |                                                                |
|  | \| \| Davalliaceae \| \| \| \| \| \| Polypodiaceae \| \| \| \| |
|  |                                                                |
|  | Davalliaceae                                                   |
|  |                                                                |
|  | Polypodiaceae                                                  |
|  |                                                                |

|  | Davalliaceae  |
|  |               |
|  | Polypodiaceae |
|  |               |

|  | Oleandraceae                                                   |
|  |                                                                |
|  | \| \| Davalliaceae \| \| \| \| \| \| Polypodiaceae \| \| \| \| |
|  |                                                                |
|  | Davalliaceae                                                   |
|  |                                                                |
|  | Polypodiaceae                                                  |
|  |                                                                |

|  | Davalliaceae  |
|  |               |
|  | Polypodiaceae |
|  |               |

|  | Nephrolepidaceae |
|  |                  |
|  | Lomariopsidaceae |
|  |                  |

|  | Oleandraceae                                                   |
|  |                                                                |
|  | \| \| Davalliaceae \| \| \| \| \| \| Polypodiaceae \| \| \| \| |
|  |                                                                |
|  | Davalliaceae                                                   |
|  |                                                                |
|  | Polypodiaceae                                                  |
|  |                                                                |

|  | Davalliaceae  |
|  |               |
|  | Polypodiaceae |
|  |               |

|  | Oleandraceae                                                   |
|  |                                                                |
|  | \| \| Davalliaceae \| \| \| \| \| \| Polypodiaceae \| \| \| \| |
|  |                                                                |
|  | Davalliaceae                                                   |
|  |                                                                |
|  | Polypodiaceae                                                  |
|  |                                                                |

|  | Davalliaceae  |
|  |               |
|  | Polypodiaceae |
|  |               |

|  | Nephrolepidaceae |
|  |                  |
|  | Lomariopsidaceae |
|  |                  |

|  | Oleandraceae                                                   |
|  |                                                                |
|  | \| \| Davalliaceae \| \| \| \| \| \| Polypodiaceae \| \| \| \| |
|  |                                                                |
|  | Davalliaceae                                                   |
|  |                                                                |
|  | Polypodiaceae                                                  |
|  |                                                                |

|  | Davalliaceae  |
|  |               |
|  | Polypodiaceae |
|  |               |

|  | Oleandraceae                                                   |
|  |                                                                |
|  | \| \| Davalliaceae \| \| \| \| \| \| Polypodiaceae \| \| \| \| |
|  |                                                                |
|  | Davalliaceae                                                   |
|  |                                                                |
|  | Polypodiaceae                                                  |
|  |                                                                |

|  | Davalliaceae  |
|  |               |
|  | Polypodiaceae |
|  |               |

### Géneros
A classificação de 2016 do Pteridophyte Phylogeny Group (a PPG I) inclui os seguintes géneros:
- Hypodematium Kunze – cerca de 20 espécies
- Leucostegia C.Presl – 2 espécies

Didymochlaena também foi colocado nesta família, mas no sistema PPG I, é colocado na sua própria família, Didymochlaenaceae.